# Земская почта Верхнеднепровского уезда
Земская почта Верхнеднепровского уезда Екатеринославской губернии существовала с 1866 года. В уезде выпускались собственные земские марки.

## История почты
Верхнеднепровская уездная земская почта была открыта 14 мая 1866 года. Пересылка почтовых отправлений осуществлялась из уездного центра (города Верхнеднепровска) в волостные правления уезда и обратно один раз в неделю.
С 1 декабря 1866 года для оплаты доставки частных почтовых отправлений были введены земские почтовые марки номиналом 4 копейки.
С 1877 года доставка почтовых отправлений стала бесплатной.

## Выпуски марок

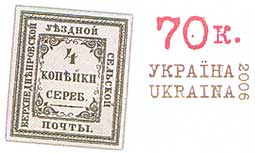
Почтовая марка Украины, посвящённая 140-летию Верхнеднепровской земской почты, 2006 г.

Используемые для оплаты частных почтовых отправлений марки имели номинал 4 копейки и печатались в частных типографиях. Марки были прямоугольной, квадратной или овальной формы, на них присутствовал номинал «4 коп.» и надпись «Верхнеднепровской уездной сельской почты».

## Гашение марок
Гашение марок осуществлялось чернилами (перечёркиванием).